# Maksym Shtein
Maksym Shtein (* 7. Mai 1980 in Odessa) ist ein ehemaliger deutsch-ukrainischer Basketballspieler. Er absolvierte während seiner Karriere insgesamt 200 Partien in der Basketball-Bundesliga.

## Laufbahn
Er begann seine sportliche Karriere als 15-Jähriger in seiner Heimatstadt Odessa. Später spielte er für die deutschen Clubs MTV Stuttgart, BG Ludwigsburg und ratiopharm Ulm. In der Saison 2007/08 stand der 2,06 m große und 106 kg schwere Center beim deutschen Bundesligisten Skyliners Frankfurt unter Vertrag. Zur Saison 2008/2009 wechselte er zum Bundesliga-Konkurrenten TBB Trier. Dort spielte er zwei Jahre als Ergänzungsspieler auf den Positionen des Power Forward und des Centers. Zur Saison 2010/2011 wechselte er für ein Jahr zu den Eisbären Bremerhaven. In der darauffolgenden Saison erhielt er einen Vertrag bei einem weiteren Bundesligisten, BBC Bayreuth.
Im Sommer 2012 kehre Shtein in die Region Ulm zurück und schloss sich den Weißenhorn Youngstars in der 2. Bundesliga ProB an. Zudem nahm der gelernte Industriekaufmann eine Stelle bei einem Betrieb in der Region an. Dort sollte er als Führungsspieler dabei helfen, junge Spieler an das Niveau der Liga zu gewöhnen und dabei helfen, den Verein in der Liga zu halten. Im Anschluss an die Saison 2013/14 beendete er seine Spielerkarriere, kehrte im Dezember 2015 aber aufs Spielfeld zurück, um die ScanPlus Baskets Elchingen in der ProB bis zum Saisonende 2015/16 zu verstärken.